# Katherine Willis
Katherine Jane Willis, baronessa Willis di Summertown, nota in letteratura scientifica come Kathy J. Willis (Londra, 16 gennaio 1964), è una biologa, accademica e paria a vita britannica, che studia la relazione tra le dinamiche ecosistemiche a lungo termine e il cambiamento ambientale.
È professore di biodiversità presso il dipartimento di zoologia dell'Università di Oxford, e professore a contratto di Biologia presso l'Università di Bergen. Nel 2018 è stata eletta Preside della St Edmund Hall e ha assunto l'incarico dal 1º ottobre. Ha ricoperto la cattedra Tasso Leventis di Biodiversità a Oxford ed è stata direttrice fondatrice, in seguito direttrice associata, del Biodiversity Institute di Oxford. Willis è stata direttrice scientifica dei Royal Botanic Gardens (Kew) dal 2013 al 2018. La sua nomina come paria a vita crossbencher da parte della Commissione per le nomine della Camera dei Lord è stata annunciata il 17 maggio 2022.

## Biografia

### Formazione
Katherine Jane Willis è nata il 16 gennaio 1964 a Londra da Edward George Willis e Winifred Ellen Dymond. Ha conseguito una laurea in geografia e scienze ambientali presso l'Università di Southampton e un dottorato di ricerca in botanica presso l'Università di Cambridge con una ricerca sulla storia della vegetazione del tardo periodo quaternario nell'Epiro, nel nord-ovest della Grecia.

### Carriera
All'Università di Cambridge, Willis ha ottenuto un assegno di ricerca post-dottorato presso il Selwyn College, un assegno di ricerca post-dottorato del Natural Environment Research Council (NERC) presso il Dipartimento di botanica e una borsa di studio della Royal Society University Research (URF) presso il Godwin Institute for Quaternary Research. Nel 1999 si è trasferita su una cattedra presso la School of Geography and the Environment dell'Università di Oxford, dove ha fondato l'Oxford Long-term Ecology Laboratory nel 2002. Willis è stata nominata Professore di ecologia a lungo termine nel 2008, e nell'ottobre 2010 è diventata il primo Professore di Biodiversità Tasso Leventis e direttrice del James Martin Biodiversity Institute in Zoology. È stata anche professore a contratto presso il Dipartimento di Biologia dell'Università di Bergen, in Norvegia. È una trustee del WWF-UK, un membro del comitato consultivo della Commonwealth Scholarship Commission, un'amministratrice del Percy Sladen Memorial Trust, un membro internazionale dello Swedish Research Council e un membro del collegio del Natural Environment Research Council (NERC) del Regno Unito. Dal 2012 al 2013 ha ricoperto la carica eletta di direttore generale della International Biogeography Society. Nel 2013, è stata nominata direttrice scientifica presso i Royal Botanic Gardens (Kew), con un distaccamento di 5 anni presso l'Università di Oxford. Il 1º ottobre 2018, Willis è succeduta a Keith Gull come preside della St Edmund Hall di Oxford.
La ricerca di Willis si concentra sulla ricostruzione delle risposte a lungo termine degli ecosistemi ai cambiamenti ambientali, compresi i cambiamenti climatici, l'impatto umano e l'innalzamento del livello del mare. Sostiene che la comprensione delle registrazioni a lungo termine dei cambiamenti dell'ecosistema è essenziale per una corretta comprensione delle risposte future dell'ecosistema. Molti studi scientifici sono limitati a set di dati a breve termine che raramente coprono più di 40-50 anni, sebbene molti organismi più grandi, inclusi alberi e grandi mammiferi, abbiano un tempo medio di generazione che supera questa scala temporale. I record a breve termine non sono quindi in grado di ricostruire la variabilità naturale nel tempo, o i tassi di migrazione a seguito del cambiamento ambientale. Sostiene inoltre che un approccio a breve termine fornisce una visione statica degli ecosistemi e porta alla formazione concettuale di una "norma" irrealistica che deve essere mantenuta o ripristinata e protetta. Il suo gruppo di ricerca nel laboratorio di ecologia a lungo termine di Oxford tenta quindi di ricostruire le risposte degli ecosistemi ai cambiamenti ambientali su scale temporali che vanno da decine a milioni di anni e le applicazioni dei record a lungo termine nella conservazione della biodiversità. Ha sostenuto che gli impatti del cambiamento climatico contemporaneo sul biota vegetale sono incerti e potenzialmente non così gravi come immaginano i ricercatori, e ha messo in discussione le ipotesi fatte nell'interpretazione dei record di temperatura spazialmente limitati. Il rapporto State of the World's Plants Kew (2016) individua il cambiamento della copertura del suolo come la principale minaccia alla biodiversità globale, non il cambiamento climatico.
Le ricerche di Willis sono state pubblicate su Nature, Science, Philosophical Transactions of the Royal Society B, Biological Conservation e Quaternary Science Review. Con Jennifer McElwain è stata coautrice del libro di testo The Evolution of Plants. La sua ricerca è stata finanziata dal Natural Environment Research Council (NERC) e dall'Arts and Humanities Research Council (AHRC).

### Camera dei Lord
È stata nominata paria a vita dalla Commissione per le nomine della Camera dei Lord il 17 maggio 2022. È stata creata baronessa Willis di Summertown l'8 luglio 2022. Il suo è stato l'ultimo titolo nobiliare creato da Elisabetta II. Ha tenuto il suo primo discorso (in gergo inglese maiden speech) l'8 settembre 2022 durante un dibattito su cambiamenti climatici, biodiversità e sicurezza alimentare. Siede come una paria crossbencher apolitica apartitica.

### Vita privata
Willis ha sposato Andrew Gant, compositore e politico liberaldemocratico, nel 1992. La coppia ha avuto due figli e una figlia.

## Premi e riconoscimenti
- Royal Society University Research Fellowship (URF)
- The Lyell Fund, Geological Society of London - 2008[34]
- membro eletto della Geological Society of London (FGS) - 2009[35]
- membro straniero eletto della Accademia norvegese delle scienze e delle lettere[36]
- Michael Faraday Prize della Royal Society - 2015
- dottorato onorario dell'Università di Bergen - 2017[37]
- Commendatore dell'Ordine dell'Impero Britannico (CBE) - 2018[38]
- Marsh Ecology Award della British Ecological Society - 2018[39]